# Sparkasse Kulmbach-Kronach

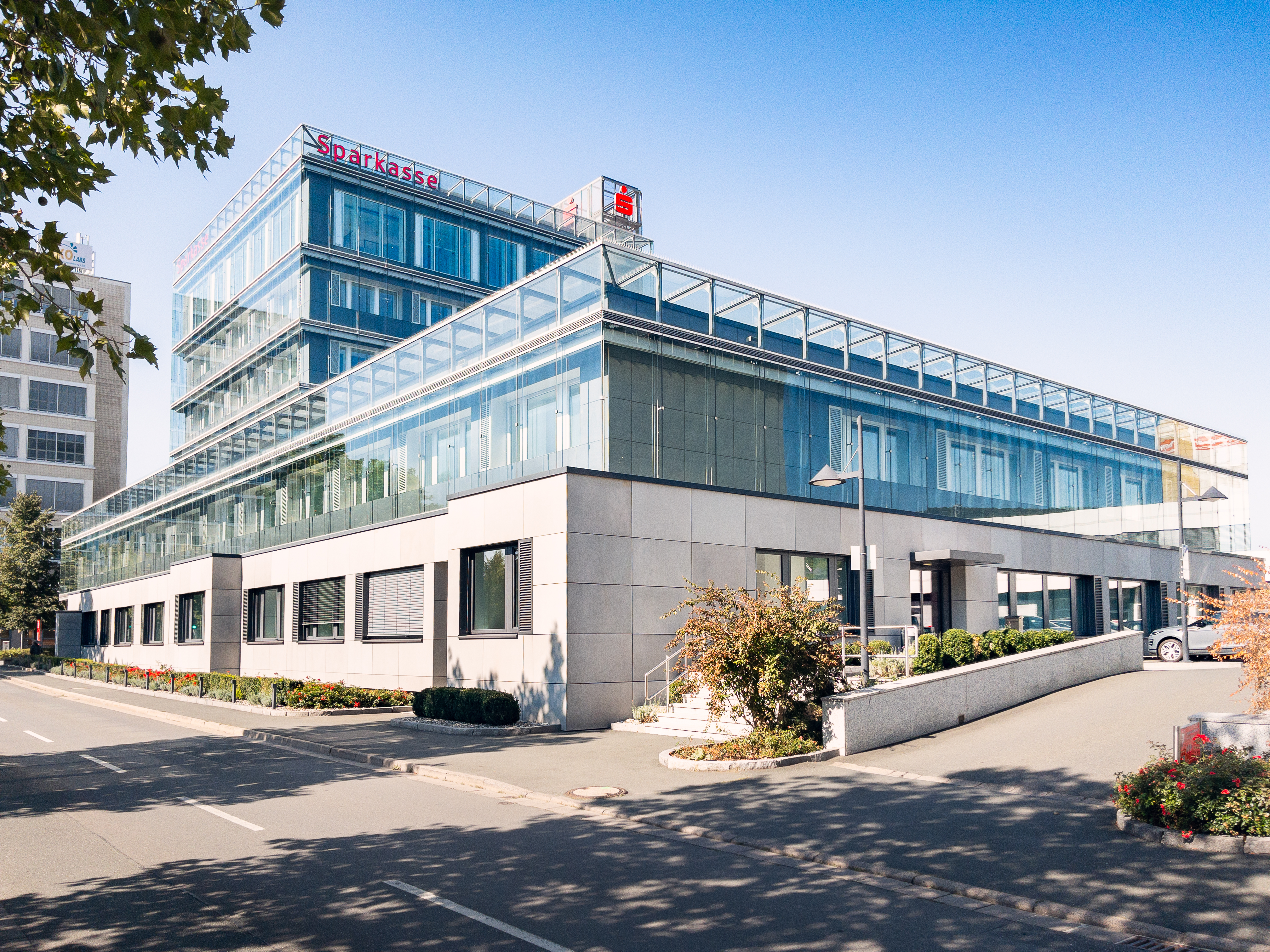
Hauptstelle der Sparkasse Kulmbach-Kronach

Die Sparkasse Kulmbach-Kronach ist ein öffentlich-rechtliches Kreditinstitut mit Sitz in Kulmbach in Bayern. Ihr Geschäftsgebiet sind die Landkreise Kulmbach und Kronach.

## Organisationsstruktur
Die Sparkasse Kulmbach-Kronach ist eine Anstalt des öffentlichen Rechts. Rechtsgrundlagen sind das bayerische Sparkassengesetz, die bayerische Sparkassenordnung und die durch den Träger der Sparkasse erlassene Satzung. Organe der Sparkasse sind der Vorstand und der Verwaltungsrat.

## Geschäftsausrichtung
Die Sparkasse Kulmbach-Kronach betreibt als Sparkasse das Universalbankgeschäft.
Die Sparkasse Kulmbach-Kronach wies im Geschäftsjahr 2023 eine Bilanzsumme von 2,89 Mrd. Euro aus und verfügte über Kundeneinlagen von 2,311 Mrd. Euro. Gemäß der Sparkassenrangliste 2023 liegt sie nach Bilanzsumme auf Rang 169. Sie unterhält 40 Filialen/Selbstbedienungsstandorte und beschäftigt 462 Mitarbeiter.

## Sparkassen-Finanzgruppe
Die Sparkasse Kulmbach-Kronach ist Teil der Sparkassen-Finanzgruppe. Die Sparkasse vertreibt daher z. B. Bausparverträge der LBS, offene Investmentfonds der Deka und vermittelt Versicherungen der Versicherungskammer Bayern. Die Funktion der Sparkassenzentralbank nimmt die Bayerische Landesbank wahr.

## Stiftung
Die von der Sparkasse ins Leben gerufenen selbstständigen Sparkassenstiftungen Kulmbach, Kronach und Ludwigsstadt unterstützen Leistungen und Aktivitäten wie Denkmalschutz, Kunst- und Kultur, Forschung und den Heimatschutz.

## Geschichte
Die heute zur Sparkasse Kulmbach-Kronach zusammengeschlossenen Institute wurden zwischen 1835 und 1861 gegründet; zwischen 1937 und 2005 erfolgten die Fusionen zu der heute zwei Landkreise umfassenden Kreditanstalt.
Im November 1835 gründete Friedrich Carl Hermann, Graf und Herr von Giech eine „Sparkassenanstalt“ im Gebäude der Domänenkanzlei Thurnau. Die Distriktssparkasse Ludwigsstadt wurde im September 1843 ins Leben gerufen, die Stadt Kronach folgte im Mai 1844 mit der Gründung einer „Sparkassen Anstalt“. 15 Jahre später folgten in kurzen Abständen drei weiteren Gründungen: „Bezirkssparkasse Kronach“ (1859), Distriktssparkasse Stadtsteinach (November 1860) und Sparkassenstalt für den Landesgerichtsbezirk Kulmbach (Mai 1861).
Der Zweckverband „Stadt- und Kreissparkasse Kulmbach“ wurde im Januar 1937 ins Leben gerufen, im April 1938 erfolgte der Zusammenschluss von Stadtsparkasse und Bezirkssparkasse Kronach zum Zweckverband „Vereinigte Sparkassen Kronach“. Im Januar 1978 fusionierten die Stadt- und Kreissparkasse Kulmbach und die Kreissparkasse Stadtsteinach zur „Sparkasse Kulmbach“. Die Vereinigten Sparkasse Kronach und die Kreissparkasse Ludwigsstadt schlossen sich im August 1992 zur „Sparkasse Kronach-Ludwigsstadt“ zusammen. Die Fusion der Sparkasse Kulmbach und der Sparkasse Kronach-Ludwigsstadt zur heutigen „Sparkasse Kulmbach-Kronach“ erfolgte im Juli 2005.
Bedeutende Bauprojekte waren die Einweihungen beziehungsweise Eröffnungen der Hauptstelle Kronach (1957), des Hauptstellengebäudes in Kulmbach (August 1969), des Hauptstellengebäudes der Sparkasse Ludwigsstadt (1991) und des Hauptstellengebäudes der Sparkasse Kronach-Ludwigsstadt (November 1993). Im März 2012 folgten Umbaumaßnahmen zur energetischen Sanierung der Hauptstelle in Kulmbach.